# Bizkaia-Durango
Bizkaia-Durango (UCI-code BDU) was een Spaans-Baskische wielerploeg voor vrouwen, die vanaf 2004 deel uitmaakte van het peloton. De ploeg was een onderdeel van de non-profitorganisatie Sociedad Ciclista Duranguesa, dat ook de eendagskoers Durango-Durango Emakumeen Saria organiseert. Hoofdsponsors waren de stad Durango en de Baskische provincie Biskaje.

## Geschiedenis
Bekende Spaanse rensters bij het team waren Joane Somarriba, Anna Sanchis, Ane Santesteban, Mavi García en Sandra Alonso. In het verleden reden er ook bekende buitenlandse rensters, zoals de Zweedse Emma Johansson, de Italiaanse Alice Maria Arzuffi, de Sloveense Polona Batagelj, de Australische Shara Gillow, de Oekraïense Olga Shekel en de Braziliaanse zussen Marcia en Clemilda Fernandes. Enkele Nederlandse rensters bij de ploeg waren Ghita Beltman, Lauren de Keijzer en Roos Hoogeboom. In maart 2017 kwam de Belgische Femke Verstichelen bij de ploeg, na slechts twee maanden bij Servetto Footon, naar eigen zeggen vanwege "enorm slechte ervaringen".

## Teamleden

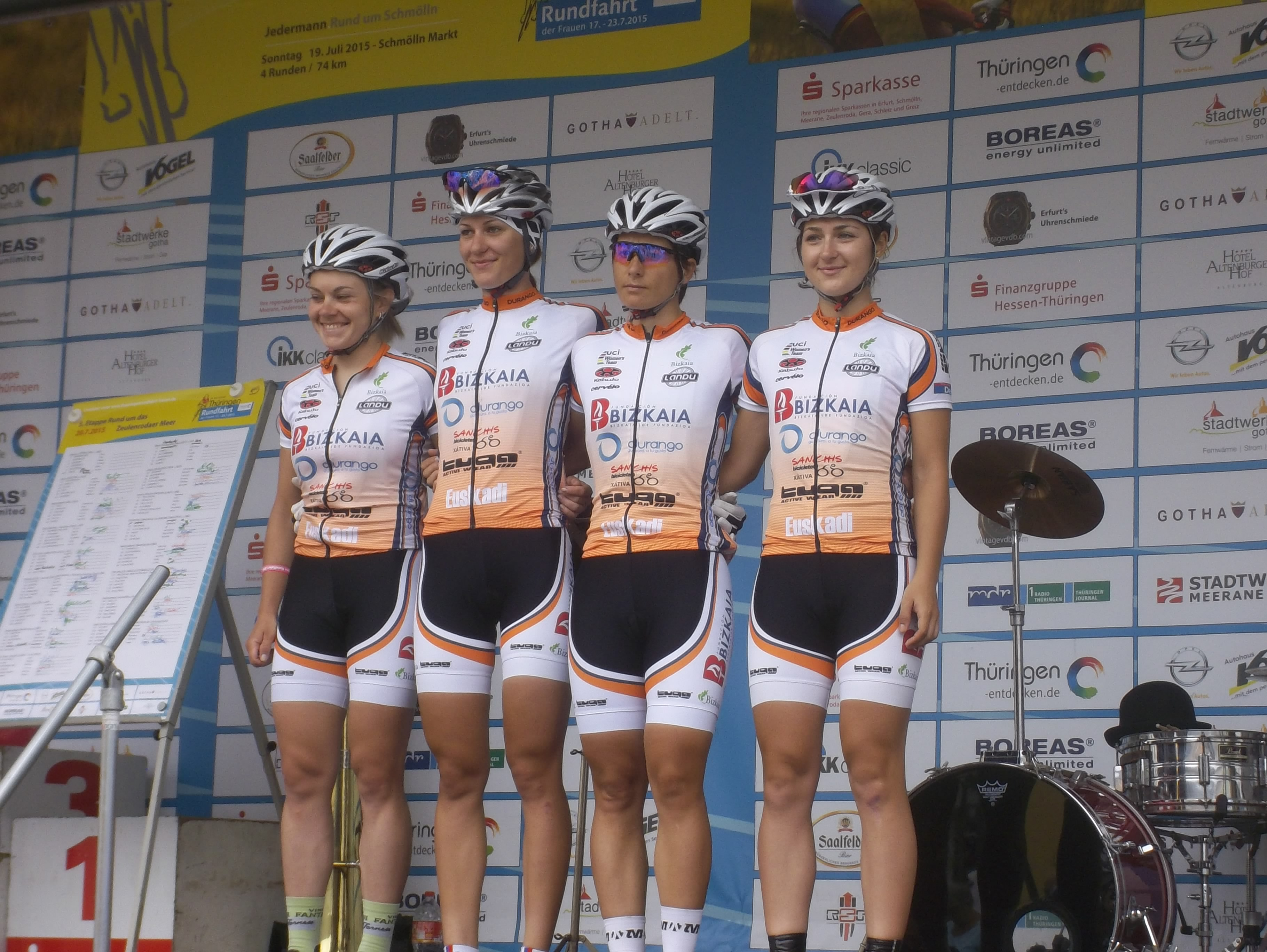
De ploeg in 2015

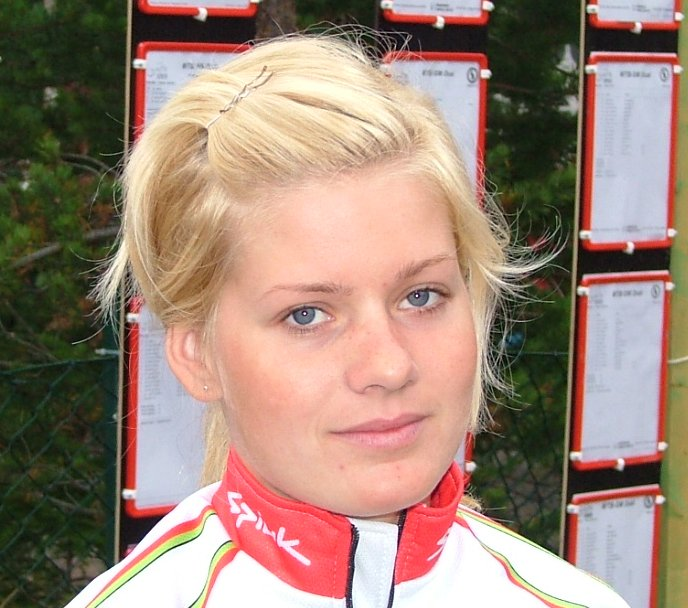
Emma Johansson in 2005

### Rensters van 2023

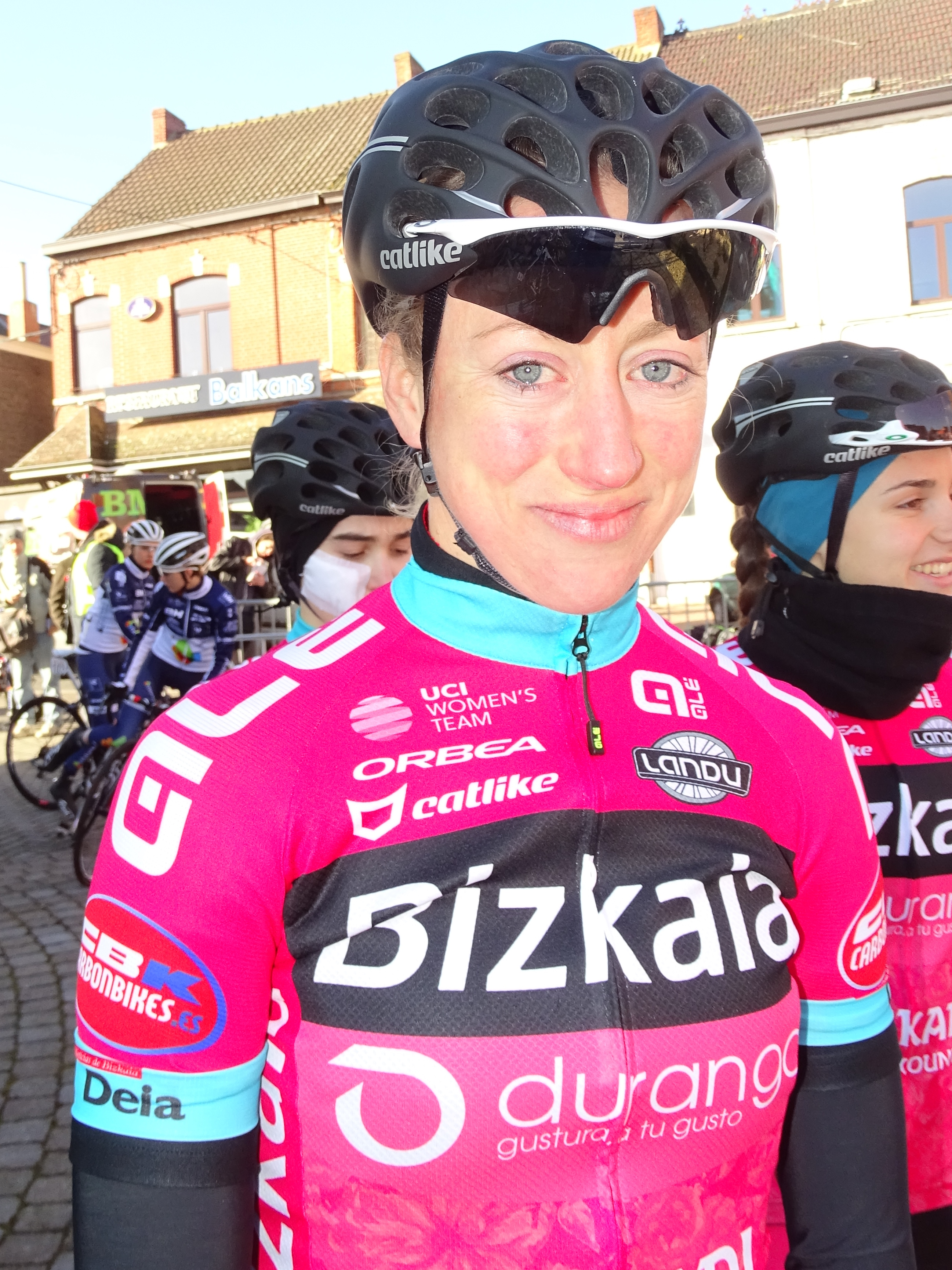
Roos Hoogeboom bij Le Samyn 2016.

| Naam                   | Geboortedatum | Nationaliteit | Vorige ploeg                    |
| ---------------------- | ------------- | ------------- | ------------------------------- |
| Daniela Campos         | 31-03-2002    | Portugal      |                                 |
| Enara Eriz             | 01-01-1997    | Spanje        |                                 |
| Carolina Esteban       | 15-02-2001    | Spanje        | Río Miera-Cantabria Deporte     |
| Heidi Gaugain          | 30-11-2004    | Frankrijk     |                                 |
| Lucía González Blanco  | 09-07-1990    | Spanje        | Lointek                         |
| Sandra Gutierrez       | 06-03-2003    | Spanje        | Laboral Kutxa-Fundación Euskadi |
| Tessa Kortekaas        | 29-07-1988    | Nederland     |                                 |
| Irene Loizate          | 17-05-1995    | Spanje        |                                 |
| Eukene Larrarte        | 13-09-1998    | Spanje        | Laboral Kutxa-Fundación Euskadi |
| Ana Vitória Magalhães  | 24-10-2000    | Brazilië      | Soltec Women's Team             |
| Irene Mendez Melgarejo | 14-05-1992    | Spanje        | Río Miera-Cantabria Deporte     |
| Beatriz Pereira        | 25-07-2003    | Portugal      |                                 |
| Andrea Ramirez         | 25-09-1999    | Mexico        | Massi-Tactic                    |
| Sofia Rodríguez        | 21-10-1999    | Spanje        | Sopela Women's Team             |
| Catalina Soto          | 08-04-2002    | Chili         | NXTG Racing                     |

### Bekende oud-rensters
Spanjaarden
- Sandra Alonso (2018-2019, 2021)
- Yurani Blanco (2020-2021)
- Margarita Victoria García (2015-2017)
- Lorena Llamas (2016-2017)
- Leire Olaberria (2014-2015)
- Lourdes Oyarbide (2013-2017)
- Anna Sanchis (2010-2013)
- Ane Santesteban (2012-2013)
- Joane Somarriba (2003-2006)
- Alba Teruel (2022)

Nederlanders en Belgen
- Ghita Beltman (2004)
- Roos Hoogeboom (2016-2017)
- Lauren de Keijzer (2016)
- Femke Verstichelen (2017)

Overig
- Vera Adrian (2017)
- Alice Maria Arzuffi (2018, 2020)
- Polona Batagelj (2010-2011, 2013)
- Dani Christmas (2018)
- Heidi Dalton (2016)
- Clemilda Fernandes (2014)

- Marcia Fernandes (2014)
- Shara Gillow (2011)
- Elizabeth Holden (2020-2021)
- Joelija Ilinych (2014-2015)
- Emma Johansson (2005-2006)
- Špela Kern (2017)
- Kimberley Le Court (2016)
- Paola Muñoz (2017)
- Carla Oberholzer (2020)
- Doris Schweizer (2019)
- Olga Shekel (2016)
- Anna Zita Maria Stricker (2018)

## Overwinningen

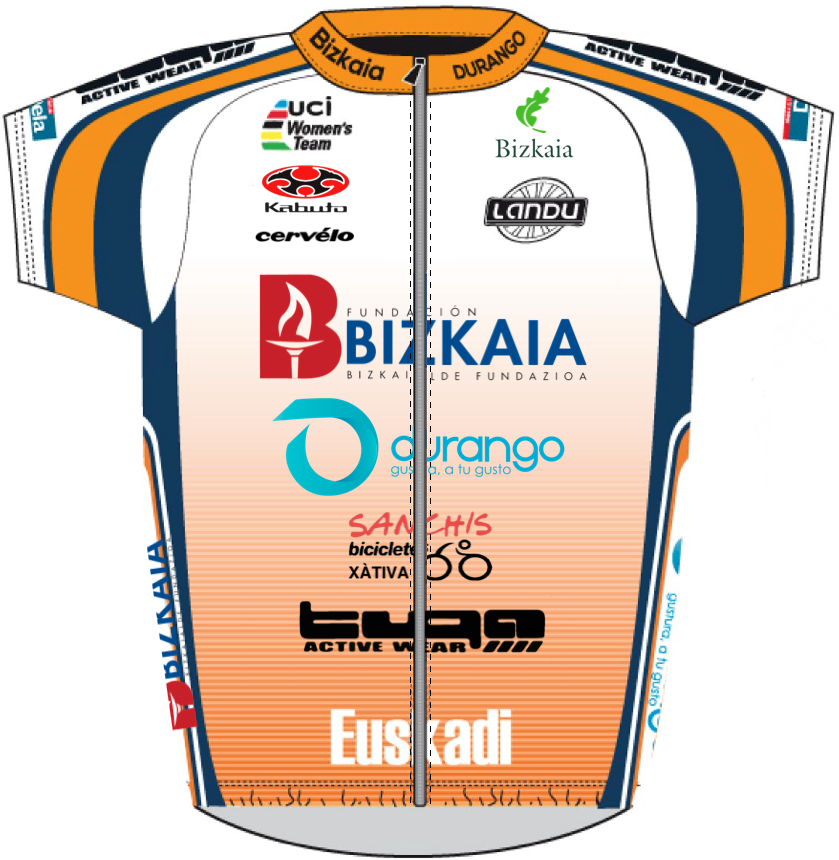
Tenue in 2015

2004
5e etappe Tour de l'Aude, Ghita Beltman
Durango-Durango Emakumeen Saria, Joane Somarriba
Eindklassement Emakumeen Euskal Bira, Joane Somarriba
Etappes 2, 3a en 3b, Joane Somarriba
2005
Eindklassement Trophée d'Or, Joane Somarriba
Etappe 2b, Joane Somarriba
2006
Handzame Classic, Emma Johansson
2007
5e etappe Emakumeen Euskal Bira, Gema Pascual
2e etappe La Route de France, Aran Azpiroz
2011
2e etappe Giro Donne, Shara Gillow
2014
Grand Prix of Maykop, Yulia Ilinykh
2e etappe Tour de San Luis, Clemilda Fernandes
2015
2e etappe Tour of Adygeya, Elena Utrobina
2021
2e etappe Setmana Ciclista Valenciana, Sandra Alonso

## Kampioenschappen
2011
 Sloveens kampioen op de weg, Polona Batagelj
2012
 Pan-Amerikaans baankampioen (puntenkoers), Paola Muñoz
 Pan-Amerikaans baankampioen (scratch), Lilibeth Chacon
 Spaans kampioen op de weg, Anna Sanchis
 Spaans kampioen tijdrijden, Anna Sanchis
2013
 Spaans kampioen op de weg, Ane Santesteban
 Spaans kampioen tijdrijden, Anna Sanchis
2014
 Braziliaans kampioen tijdrijden, Márcia Fernandes
 Hongaars kampioen tijdrijden, Veronika Anna Kormos
 Spaans kampioen op de weg, Anna Ramírez
 Spaans kampioen tijdrijden, Leire Olaberria
2016
 Spaans kampioen op de weg, Margarita García
 Mauritiaans kampioen op de weg, Kimberly Le Court de Billot
2017
 Namibisch kampioen op de weg, Vera Adrian
 Namibisch kampioen tijdrijden, Vera Adrian
 Spaans kampioen tijdrijden, Lourdes Oyarbide
2021
 Portugees kampioen tijdrijden, Daniela Campos
2022
 Chileens kampioen tijdrijden, Catalina Soto
 Portugees kampioen op de weg, Daniela Campos
 Portugees kampioen tijdrijden, Daniela Campos
2023
 Braziliaans kampioen op de weg, Ana Vitória Magalhães
 Mexicaans kampioen tijdrijden, Andrea Ramirez
 Portugees kampioen tijdrijden, Beatriz Pereira